# 미디어 플레이어 클래식
미디어 플레이어 클래식(Media Player Classic)은 오픈 소스 멀티미디어 재생 프로그램이다. Gabest가 개발했다. GNU 라이선스를 따른다.

## 개요
마이크로소프트의 윈도우 미디어 플레이어는 버전 7.0 이후부터 기능이 확장됨과 동시에 외양, 인터페이스 등이 대폭 변경되면서 크고 무거운 소프트웨어가 되었다. 이러한 변화에 대항하여, WMP6.4 버전의 겉모습을 유지하면서 저만의 기능을 더한 소프트웨어인 미디어 플레이어 클래식을 개발하였다. 단순한 인터페이스와 WMP를 능가하는 기능으로 7.0 이후에 반감을 가진 사람들로부터 많은 인기를 얻었다.
2006년 5월에 미디어 플레이어 클래식 개발이 갑자기 중단되면서 수많은 버그가 수정되지 않은 채 남았고 새로 생긴 포맷에 대응하지 않는 등 문제점이 발생했다. 이에 Doom9 포럼 커뮤니티에서 개발을 계속하여 두 갈래로 개발했다. 한 갈래는 미디어 플레이어 클래식 6.4.9.1로 버그를 수정하고 라이브러리를 갱신한 것이며 개발이 거의 중단된 상태다. 또 다른 갈래는 라이브러리를 갱신하고 버그를 잡고 새로운 기능을 추가한 미디어 플레이어 클래식 홈 시네마(Media Player Classic Home Cinema, MPC-HC)이다. 미디어 플레이어 클래식 개발자인 Gabest는 2007년 3월에 미디어 플레이어 클래식이 사라지는 것이 아니라 자신이 작업할 수 없다고 말했다.
MPC-HC는 미디어 플레이어 클래식을 갱신하고 DirectX 비디오 가속 등 많은 유용한 기능을 추가하였다. 또한 윈도 64비트 버전을 지원하는 MPC-HC x64버전도 있다.
MPC 디코더를 기본으로 내장 하고 있어서 여타 코덱설치가 필요없다. 다만 다이렉트X 최종버전이 설치되어 있어야한다.

## 지원하는 포맷
미디어
DVD-Video, 음악CD, 비디오CD
멀티미디어 포맷
AVI, MOV, MP4, MPEG-2, Ogg, 마트료시카
영상 코덱
H.263, H.264, MPEG-1, MPEG-2, MPEG-4, MS-MPEG4, On2VP6(FLV4)
오디오 코덱
AAC, AC-3, DTS, MP3, OGG 등

## 같이 보기
- 미디어 플레이어
- 윈도우 미디어 플레이어
- KMPlayer